# Tomba del cane
La tomba Bonomini, popolarmente nota come tomba del cane, è un monumento sepolcrale situato a Brescia, sui colli Ronchi immediatamente a nord-est del centro storico cittadino, lungo via Panoramica, al primo tornante dopo l'imbocco da via Filippo Turati. Costruita nel 1860 su progetto di Rodolfo Vantini per ospitare le spoglie di Angelo Bonomini e del socio Giuseppe Simoni, benefattori degli Spedali Civili di Brescia, alla fine non accolse mai le due salme a causa di nuove ordinanze comunali riguardanti le norme sul seppellimento, che lo vincolavano ai cimiteri pubblici.
La tradizione popolare vuole quindi che vi sia stato deposto solo un cane, da cui la denominazione abituale. Il sepolcro è uno dei più singolari monumenti bresciani dell'Ottocento e ancora oggi, trovandosi in una posizione ben visibile dalla città, ricopre un notevole ruolo paesaggistico, ad esempio nel fortunato cannocchiale ottico di piazzale Arnaldo.

## Storia
Il progetto della tomba fu bandito dagli Spedali Civili di Brescia in onore del benefattore Angelo Bonomini, morto nel 1841. Il Bonomini era un ricco commerciante del centro della città, titolare di un negozio di seterie, che alla sua morte aveva lasciato tutti i suoi averi all'ospedale, con la sola clausola che venisse costruito sui Ronchi, le colline immediatamente a nord-est della città, un monumento marmoreo per lui e per il suo socio d'affari Giuseppe Simoni.
Il 3 luglio 1847 venne indetto il concorso, portato a termine nel 1854 con la vincita del progetto di Rodolfo Vantini. I lavori furono avviati nel febbraio 1856. A novembre del medesimo anno il Vantini morì e le competenze dovute, 315 lire austriache, vennero pagate alla vedova. Lo scultore Giovanni Battista Lombardi, che aveva eseguito il progetto, ricevette invece un compenso di 2247 lire.
Il piccolo mausoleo, in pietra di Botticino, venne infine inaugurato il 20 luglio 1860. L'opera costò in totale 28.704 lire austriache, pari a circa 100.000 euro odierni. Il sepolcro, ormai pronto ad accogliere le salme del Bonomini e del socio Simoni, alla fine non poté mai riceverle a causa di nuove ordinanze comunali riguardanti le norme sul seppellimento, che lo vincolavano solamente ai cimiteri pubblici. La tradizione popolare vuole quindi che nel sarcofago sia stato semplicemente deposto un cane, da cui la denominazione di "tomba del cane".

## Il mausoleo
Il sepolcro consiste in un piccolo tempietto neogotico a pianta quadrata con angoli prominenti. Su un alto basamento, nel quale è collocato l'ingresso, si imposta direttamente l'alta e caratteristica copertura, costituita da una guglia piramidale dalla quale si dipartono a croce quattro corpi cuspidati, i cui fronti sono quasi del tutto svuotati da ampie aperture trilobate. Agli angoli sono invece collocate quattro edicole gotiche tradizionali, con colonnine di sostegno, guglia e pinnacoli. Nelle quattro edicole sono collocate quattro statue raffiguranti le personificazioni del Commercio, dell'Agricoltura, delle Belle Arti e delle Arti Industriali. Nell'ampio vano centrale sono invece posti i due sarcofagi con relative iscrizioni dedicatorie, vuoti e mai utilizzati.
La tomba Bonomini, in quanto ultima opera del Vantini, è una tappa importante per la ricostruzione del percorso stilistico dell'architetto. Il tempietto neogotico testimonia infatti l'avvenuto passaggio dal rigido e marcato neoclassicismo, che aveva sempre caratterizzato l'opera del Vantini, a un più libero eclettismo, proprio dell'Ottocento inoltrato, al quale l'architetto aveva ormai ceduto.